# فابیو اسکوزولی
فابیو اسکوزولی (به انگلیسی: Fabio Scozzoli) (زادهٔ ۳ اوت ۱۹۸۸) شناگر اهل ایتالیا است.